# Vägglus
Vägglus eller skäkta (Cimex lectularius) är en insekt som blir fem till åtta millimeter lång.
Vägglössen är inga egentliga löss utan tillhör skinnbaggarna. Vägglussläktet (Cimex) ökar kraftigt i världen och blir allt vanligare även i Sverige. 
Vägglusen är mest känd för att vissa arter lever inomhus bland människor. Under dagen kryper de in i springor i bostaden och under natten kommer de fram för att sticka sovande människor. Ofta liftar den med resebagaget, men den kan exempelvis också spridas med second hand-saker.
Ett tecken på vägglöss är deras avföring. Små, svarta prickar är varningstecken. Större kolonier med löss avger också en karakteristisk, något mjölig lukt. Sticken påminner om myggbett, men beroende på hur känslig man är blir reaktionen mer eller mindre kraftig.

## Förekomst
Av vägglusarter som dras till människor är vanlig vägglus (Cimex lectularius) och tropisk vägglus (Cimex hemipterus) de mest förekommande. Cimex lectularius föredrar tempererat klimat och Cimex hemipterus trivs i tropikerna. C. hemipterus överlever inte särskilt väl i nordligare klimat, medan C. lectularius faktiskt kan överleva i varma områden även om den inte tenderar att få fäste där.

### Vägglusens framfart i världen
De senaste åren har väggluspopulationen i västvärlden ökat. Den snabba ökningen av vägglöss beror på dålig kunskap och långsamt agerande för att ta itu med problemet, till exempel inom hotellbranschen. I USA finns även exempel där ekologiska fågeluppfödare drabbats hårt, eftersom vägglusen där har kunnat frodas i gynnsamma, giftfria miljöer med stor tillgång till föda.
Vidare har man minskat användningen av vissa bekämpningsmedel då de utgör hälsorisker för människan, vilket har gett ineffektivare vägglusbekämpning. Vägglusen har även blivit allt resistentare mot bekämpningsmedel. Medan vägglusen nästan varit helt utrotad i västvärlden sedan 50-talet har så inte varit fallet i utvecklingsländer, där man under de senaste decennierna sprutat med olika medel som har ökat vägglusens resistens. Med vissa bekämpningsmetoder tar det lång tid innan vägglössen dör – dagar eller veckor - som med kiselgurpulver.
Människans resvanor har förändrats och ger vägglöss möjlighet att spridas, till exempel med bagage, och många är dåligt pålästa om vägglöss. Tillfälligt boende har blivit allt vanligare och secondhand-möbler är i omlopp i större utsträckning än förr.

### Vägglusen i Sverige
Förekomsten av vägglöss i Sverige ökar kraftigt. Enligt Anticimex så hade man runt 2006 hundratals årliga fall mot tiotusentals fem år senare vilket beror på ett ökat resande. Man har anmälningsplikt gentemot hyresvärden när man har fått vägglöss och man kan bli ersättningsskyldig om det inte görs. För boende i hyresrätt finns ofta avtal med hyresvärden och saneringsbolag. För husägare gäller oftast Villahem- och Fritidsbostadsförsäkringar för vägglussaneringar. Oftast ingår endast besprutning av lösöret i bostaden och det är en metod som fungerar men ställer stora krav på den som är drabbad. En sanering i de fallen kan ta flera månader. Andra metoder såsom fysikalisk bekämpning (gasning) är åtgärder som oftast inte ingår i en vanlig villa-/fastighetsförsäkring, men för bostadsrätter eller hyresrätt kan det finnas olika former av tilläggsavtal.

## Utseende
Den vuxna vägglusens längd är ungefär 4–5 mm, men den kan bli upp till 10 mm lång. Vägglusen har ett par vingar som dock är rudimentära, och insekten kan inte flyga. Generellt sett har vägglusen platt kropp, men den blir rundare i formen efter att den sugit blod. Dess utseendeförändring gör att den lätt kan misstas för en vanlig insekt. Vägglöss utan blod i sig är transparenta, medan sådana med blod i sig har olika nyanser av brunt. Kroppsbehåring gör att vägglusen ser randig ut.

## Levnadsmönster

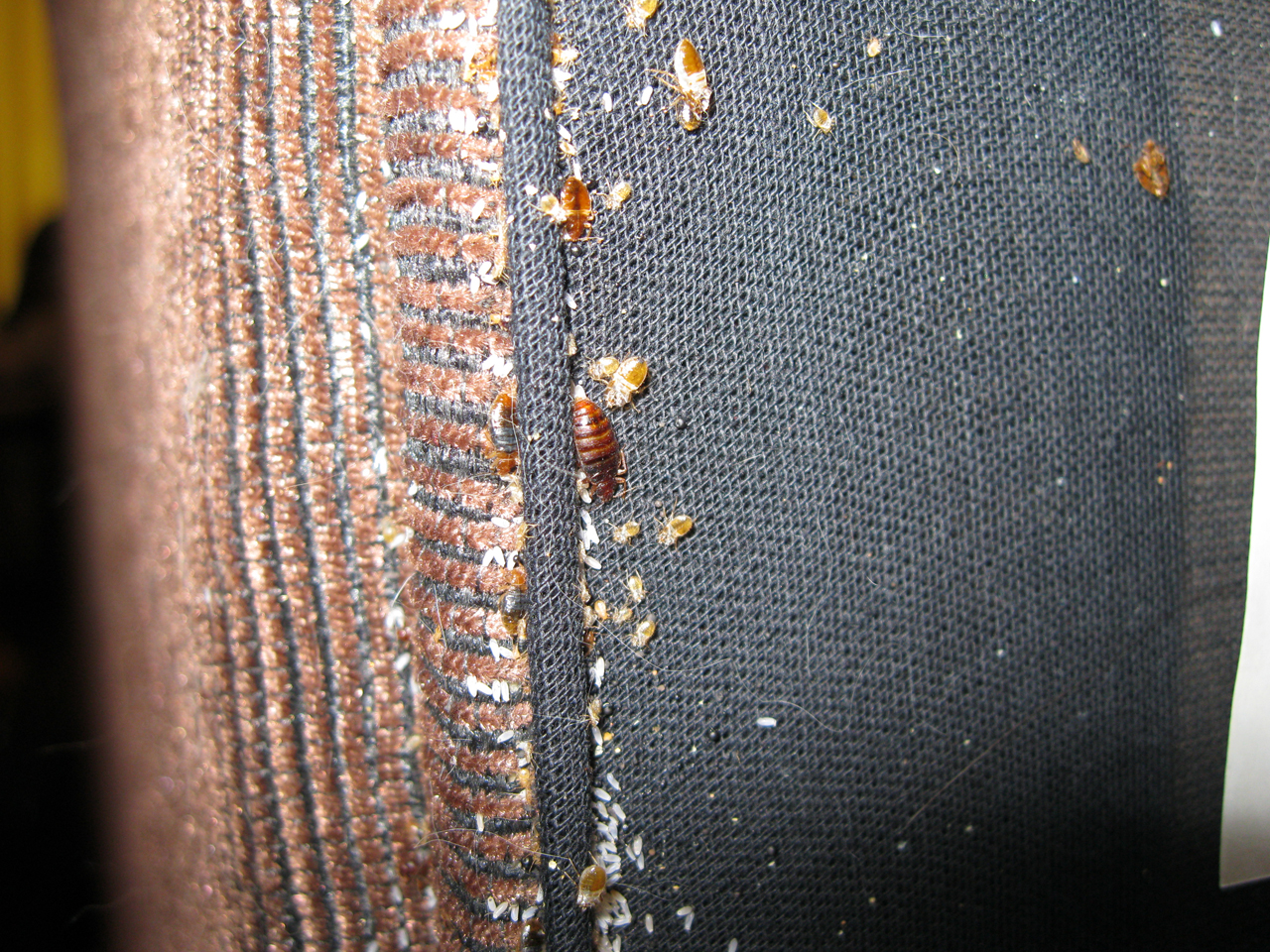
Vägglöss i olika stadier, inklusive ägg på en säng.

Vägglusen dras till människans utandningsluft och kroppsvärme för att suga blod. Detta gör den nattetid. Vägglusen tycker om mörker och gömmer sig ofta nära födan. Sängen och dess omgivning är vanliga gömställen. Golvlister, sängbord, kläder, tavlor, eluttag, springor är exempel på detta. Vägglusen trivs i saker som ligger i en röra (eng. "clutter"). Vägglusen trivs också under lös tapet, i klockor och elektronikprylar, m.m. När en invasion blivit större, finns risken att den sprids längre bort från människans sovplats. Vägglusen kan ta sig in i papperstunna springor.
Vägglusen kan vid behov förflytta sig inom ett boende eller till intilliggande lägenheter i jakt på föda (värddjur). Risken för spridning i ett hus är stor när väl en boende har drabbats. Vägglusen tar sig vidare antingen för egen maskin eller genom att lifta med människan. En vägglus kan krypa så långt som cirka 30 meter i jakt på blod. Vägglusen sprids mellan lägenheter endast i extrema fall.
Antalet ägg vägglusen lägger är beroende av hur gynnsamma förhållandena är. Vägglusen lägger inga ägg om det är under 10 grader. Nymfer överlever minst två månader utan föda, medan en vuxen vägglus klarar mer än tio månader. Vägglusen kan vid brist på föda och rätta förhållanden (för kallt, men inte tillräckligt för att döda den) gå in i dvala. Fall av överlevande vägglöss som inte haft tillgång till föda har hittats efter så lång tid som 1,5 år.

## Livscykel

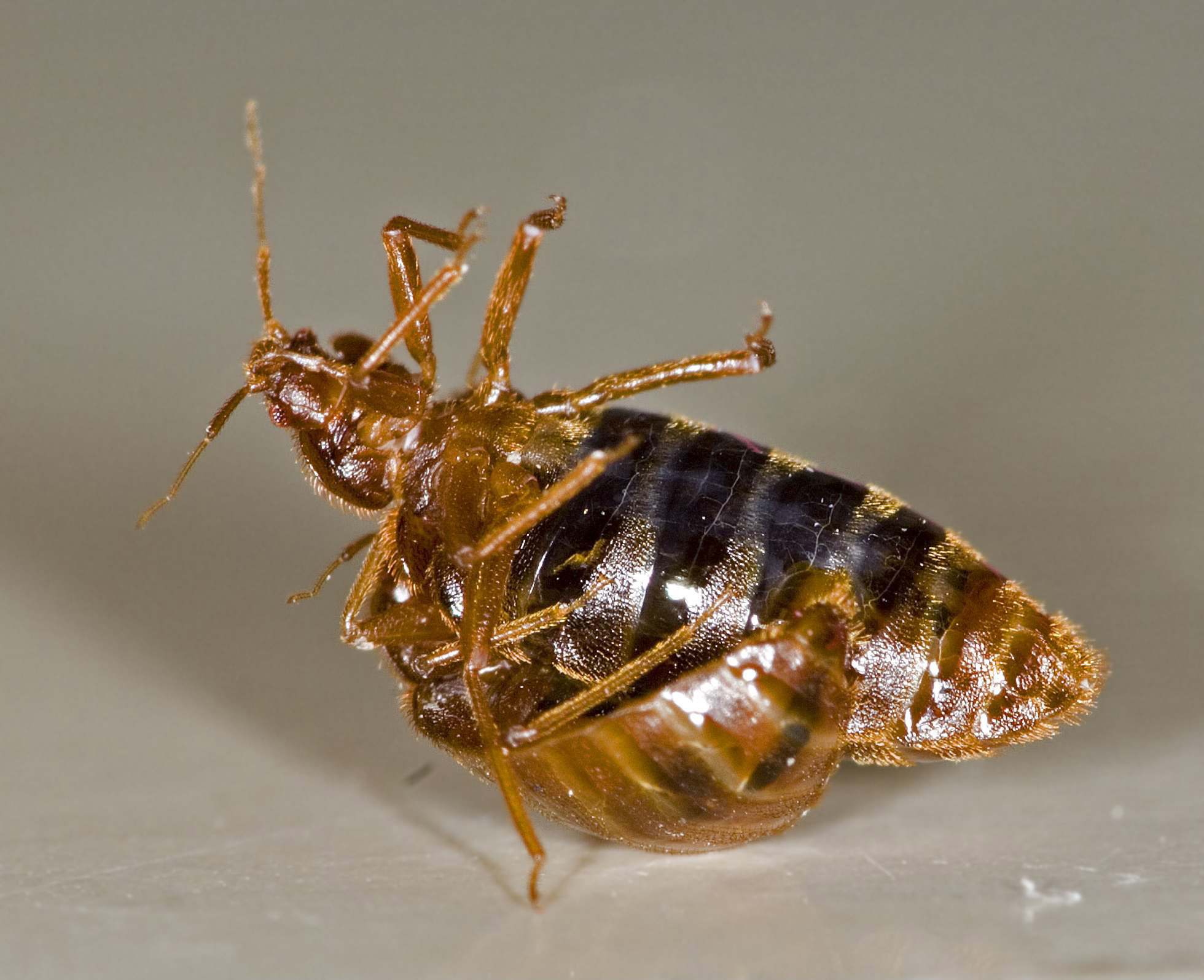
Vägglushane (Cimex lectularius) penetrerar honans buk vid parning.

Parningen går ut på att hanen sticker sin penis i bukområdet på honan. Säden tar sig från magen till könsdelarna och ligger där tills honan producerar ägg som därmed befruktas. Beroende på hur gynnsam miljön är tar vägglusens livscykel olika lång tid: 4–5 veckor eller motsvarande antal månader. Livscykeln börjar med att en vägglushona lägger sina cirka 1 mm stora ägg. Vägglushonan lägger cirka 4 ägg per dag och hinner med totalt 200–500 innan den dör. Äggen klistrar fast på platsen. Äggkläckningen sker efter ungefär en till två och en halv veckor. Nymfer kläcks fram och söker upp värden (människan) för att suga blod. En måltid (5–10 min) per stadium är tillräckligt för att vägglusen ska kunna ömsa skinn och gå vidare i cykeln. Nymfer ömsar skinn ungefär 5–6 gånger innan de blir färdiga vägglöss. När den könsmogna vägglusen är klar, kryper den in till sitt gömställe och lägger nya ägg.

## Vägglusen och människan

### Fysiska obehag (stick)

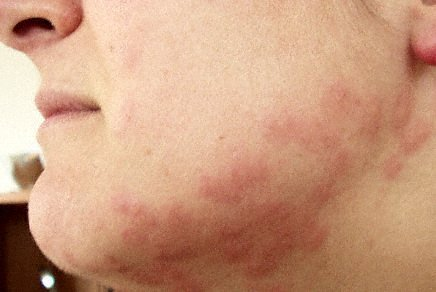
Reaktion efter att ha blivit vägglusstucken i ansiktet.

Stick från vägglusen ligger ofta längs blodådror eller i klungor och de kan klia. Generellt sett liknar de myggstick, men det är individuellt hur man reagerar på dem. En del människor utvecklar ingen hudreaktion alls, varför de kanske upptäcker sent att de har fått vägglöss. Det kan ta flera dagar, upp till drygt en vecka, ibland två veckor efter att man blivit stucken innan symtom visar sig. Vägglöss väljer ofta att sticka i kroppsdelar som ligger blottade, till exempel armar och ben. Vägglusen bedöms inte medföra någon smittorisk för människor, även om det visats i studier från 1960-talet att den kan bära på många sjukdomar såsom smittkoppor och gula febern. I nyare studier som inkluderat HIV och Hepatit B har det inte heller framkommit att det finns någon smittorisk, även om HIV-viruset överlever några dagar inuti vägglusen.

### Psykiska obehag
Det är inte ovanligt att människor som blivit stungna eller som fått vägglöss drabbas av psykiskt obehag. Sömnlöshet och stress är några besvär som kan uppstå. För en del kan det vara svårt att acceptera att vägglusen faktiskt är borta lång tid efter att en sanering avslutats. Känslan av att det sticker och biter kan vara svår att släppa.

## Generella förebyggande åtgärder mot vägglöss
- Skaffa kunskap: Ett viktigt steg för att förhindra spridning av vägglöss är genom förebyggande åtgärder. Att lära sig om vägglöss och hur man undviker att få dem med sig hem från olika riskabla miljöer i kombination med kunskap om vägglusens kännetecken kan vara avgörande.[1] Det gäller helt enkelt att vara påläst[28] så att problemet kan tas om hand snabbt innan det blir för stort.[29] Det finns mycket bildmaterial på Internet att ta del av om man hittar insekter som misstänks vara vägglöss.[4]
- Regelbundna inspektioner: Vägglöss kan finnas i princip i vad som helst, beroende på angreppets omfattning. En god idé är därför att ta för vana att inspektera sitt hem regelbundet.[30] En ficklampa är ett bra hjälpmedel.[31]
- Ta tag i problemet: Det räcker med en vägglus (som är redo att lägga befruktade ägg) eller ett litet antal av själva äggen, för att vägglusen ska spridas.[32] Det är viktigt att våga berätta att man fått vägglöss så att de kan bekämpas.[7][29]

## Generella förebyggande eller akuta åtgärder mot vägglöss

### Värmebehandling och frysning
Vägglusens alla stadier dör i temperaturer över 50 ˚C. Hur länge man ska behandla beror på hur värmeisolerande objektet är. Tvättbara saker kan köras i tvättmaskin; annat kan läggas i torktumlare. Vägglusen tål inte extrem kyla. Åtminstone -18 ˚C krävs för frysbehandling. Som med värmebehandling kan tiden variera beroende på hur väl materialet isolerar mot kyla, men flera dagar rekommenderas. Att ställa ut saker för frysning under vintern är en aning osäkert, men kan åtminstone fungera för att fördröja vägglusens förökning.

### Hjälpmedel vid tvätt
Det finns speciella påsar (majspåsar) som löses upp och försvinner i tvätt (60 ˚C). Dessa kan vara till hjälp för att förhindra spridning av vägglöss och ägg på väg till tvättmaskinen. Vattenlösliga tvättpåsar används redan inom vården, bland annat för att isolera nedsmittade textilier.

## Bekämpning
För att bli av med vägglöss måste man anlita ett saneringsbolag och det är viktigt att samarbeta med saneraren.

### Tecken på invasion
Tecken på att man har vägglöss är rester från de olika stadierna, till exempel ömsade skinn, men även deras avföring. Ibland hittas levande löss eller upptäcks blodfläckar på lakanen. För att kolla om man har vägglöss finns särskilda fällor för detta ändamål. De består av plastbehållare att sätta sängbenen i. Med dubbla rännor och ytor preparerade med talk fångas vägglöss upp och man får en indikation på om man är drabbad. Fällan töms genom att t.ex. plocka upp dem på en tejpbit, och sedan kan de direkt fästas på ett papper för artbestämning om så önskas. Finns det vägglus så finns det alltid spår. Vägglusen släpper avföring och lämnar alltid spår efter var den har sina uppehållsplatser. Dock krävs det erfarenhet att kunna identifiera vägglusspår. Ett tips är att blöta fingret och gnugga lätt på avföringsfläcken; löser den upp sig vet man att det är en avföringsfläck. Det är lätt att alla små svarta prickar blir till vägglusavföring när man börjar leta. Är man osäker bör man kontakta ett saneringsbolag.

### Kiselgursanering
Kiselgurpulver är det som används vid professionell vägglussanering. Pulvret har en uttorkande effekt på vägglössen som dör när de kommit i kontakt med pulvret. Metoden är kravmärkt. När man sanerar mot vägglöss är det viktigt att bo kvar i sitt hem och i det rum vägglössen påträffats, för att undvika spridning. Om det inte finns någon föda (människa) närvarande, kryper vägglössen inte fram och kommer därmed inte i kontakt med kiselgurpulvret. Det kan också göra att vägglusen söker sig till intilliggande boende i jakt på mat.
Behandling med ånga
Professionella skadedjursbekämpare använder sig ibland även av ångaggregat för att bekämpa vägglössen. Denna metod är främst till för möbler som sängar och soffor och syftar till att ånga värmer upp äggen som lusen lagt så mycket att det kokas. En mycket effektiv metod men den kräver erfarnhet och är ganska tidskrävande. 

### Torr-is-behandling
Torr-is (Cryonite) används av flertalet professionella skadedjursbekämpare. Torr-isen appliceras med hjälp av speciell utrustning för detta ändamål, så kallad Cryonite. Cryoniten skapar torr-is-snö av flytande koldioxid vilken sublimeras vid kontakt med vägglusen. Energiutbytet som sker vid sublimering av koldioxidis skapar en fryseffekt på över 800 grader/minut. Effekten blir att populationen kraftigt reduceras under förutsättning att skadedjursbekämparen har erfarenhet nog att veta var vägglusen normalt har sitt habitat.

#### Städat hem underlättar bekämpning
Vägglöss hör inte direkt ihop med dålig hygien även om det är lättare att hålla invasionen under kontroll om det är städat. Vägglusen får fler undanskymda vrår att bo i om saker ligger kringströdda. Tänk också på att inte förvara saker under sängar då behandling pågår. En väska som skjuts in under sängen kan då bli ett bra tillhåll för vägglusen och den kan då klara sig undan från bekämpning. God ordning vid bekämpning är ett måste. Ett stökigt hem är svårare att bekämpa i.

#### Naturliga bekämpningsmedel för privat bruk
Marknaden för bekämpningsprodukter breddas i takt med att vägglusproblemet ökar. Privatpersoner kan exempelvis få tag på olika sprayer och medel med naturligt innehåll. Att medlen skulle fungera finns inte tillräckliga tester på. Snarare finns en förvärrande risk med dessa naturmedel, som t.ex. rödceder, då man inte kommer till botten med problemet. I många fall krävs det att vägglössen träffas direkt av medlet, vilket är svårt då det ligger i deras natur att gömma sig. Det finns även risker med att vägglössen flyr och därmed sprids vid användning av vissa metoder.

## Historia
Vägglusen har funnits i större eller mindre utsträckning i alla tider. Den härstammar troligtvis från grottor där fladdermöss var dess värddjur, och senare människor. De stora problemen kom efter hand som människan utvecklade fasta boplatser. I Stockholm var under 1900-talets tidigare del ungefär vart tredje hem vägglusdrabbat.

### DDT
Kring mitten av 1900-talet vann bekämpningsmedlet DDT kampen mot vägglössen som minskade kraftigt. DDT förbjöds senare på grund av dess ohälsosamma egenskaper och på grund av faran för miljön. Även vätecyanid har använts.

### Traditionella bekämpningsmetoder
En lusbräda är ett redskap tillverkat i trä som användes förr i tiden. Man gjorde många hål i träet för att ge vägglössen små gömställen och placerade lusbrädan i direkt anslutning till sängen. Vägglöss som valde att krypa in i lusbrädan gjorde man sig sedan av med kommande morgon. Ett annat traditionellt motmedel är såplut och kokhett vatten. Det senare dödar vägglöss i alla levnadsstadier. Man bör dock kontakta en specialist om ens bostad blivit drabbad av vägglöss.

## Forskning

### Alarmferomoner
Cimex lectularius och C. hemipterus inkluderas i en studie om så kallade alarmferomoner, ett luktämne som vägglusens nymfer utsöndrar. Andra vägglöss tycker illa om lukten och gör att de rör på sig mer och troligtvis snabbare skulle krypa i bekämpningsmedlet som lagts ut. Än så länge krävs mer forskning på området.

### Vägglusfälla
Studentlägenheter är särskilt drabbade av vägglöss då man ofta lever trångbott. En ny vägglusfälla baserad på doftämnen är på gång och ska testas i studentlägenheter i Lund under våren 2012. Fällan gör det möjligt att avgöra om man är vägglusdrabbad eller inte.